# شرج الكثيري (المكلا)

تعديل مصدري - تعديل

شرج الكثيري هي إحدى قرى عزلة المكلا بمديرية المكلا التابعة لمحافظة حضرموت، بلغ تعداد سكانها 184 نسمة حسب تعداد اليمن لعام 2004.